# Carl Braig
Carl Braig (10 de febrer del 1852, Kanzach, actualment a Baden-Württemberg - 24 de març del 1923, Friburg de Brisgòvia) fou un filòsof i teòleg alemany.

## Estudis
Des del 1873 estudià filosofia a Tübingen i es graduà el 1877. el 1878 fou ordenat sacerdot. Fou capellà des del 1883 fins al 1893 a Wildbad, prop de Karlsruhe. Entre el 1887 i el 1888 realitzà un viatge d'estudis a París i a Tolosa. El 1889 es doctorà en teologia a Friburg de Brisgòvia, i allà fou professor des del 1893 de filosofia i de propedèutica. El 1897 es convertí en professor titular de teologia dogmàtica a Friburg. Entre el 1907 i el 1908 fou vicerector de la Universitat d'Albert-Ludwig de Friburg, fins que se'n retirà el 1919.

## Filosofia
Braig era un filòsof apologètic, orientat envers la teologia, seguidor de l'obra de Gottfried Wilhelm Leibniz i de Rudolf Hermann Lotze. Rebutjà el psicologisme, que estava aleshores de mode, així com la filosofia subjectivista.
L'ontologia de Braig exercí profunda influència en Martin Heidegger, qui fou alumne seu.
En l'obra del 1896 Vom Sein. Abriß der Ontologie Braig hi afirmà que «l'ésser no és derivable a partir de conceptes superiors i ell no és representable a partir de conceptes inferiors», la qual cosa repetí gairebé textualment Heidegger a Ésser i Temps. La indeterminació de l'ésser respecte de tota determinació conceptual i a tota existència empírica és una tesi tradicional de l'escolàstica, que intentava pensar la relació del creador amb les criatures, però l'ontologia de Braig, sota la influència de Hegel i Friedrich Schelling, desvinculà aquesta tesi de la seva perspectiva teològica tradicional. La coneguda distinció heideggeriana entre l'ésser i l'ens feta per Sant Bonaventura està citada en el llibre de Braig. La crítica de Heidegger a Ésser i Temps a una presència merament ontològica també deu a Braig els suggeriments bàsics. Braig proporcionà a Heidegger la distinció formativa de la "consciència filosòfica" del temps i la "consciència comuna". També fa èmfasi en "la significació ontològica del concepte de temps". Braig introduí alhora Heidegger en l'idealisme d'orientació històrica de Hegel.

## Obres
- Die Zukunftsreligion des Unbewußten und das Problem des Subjektivismus: Ein apologetischer Versuch. Freiburg 1882. - 334 S. - Gegen Eduard von Hartmann
- Die Kunst des Gedankenlesens: Ein Gegenstück zum Spiritismus. Frankfurt 1886
- Die Freiheit der philosophischen Forschung in kritischer und christlicher Fassung: Eine akademische Antrittsrede. (gehalten am 5. Juni 1894). Freiburg 1894. - 64 S.
- Vom Denken: Abriß der Logik. Freiburg 1896 (Braig: Die Grundzüge der Philosophie. 2). - 141 S.. - Nicht erschienen sind die geplanten Bände 1: Propädeutik; 5: Physik; 6: Psychophysik; 7: Psychologie; 8: Ethik; 9: Ästhetik; 10: Philosophische Theologie - Digitale Version
- Vom Sein: Abriß der Ontologie. Freiburg 1896 (Braig: Die Grundzüge der Philosophie. 4). - 158 S. - Digitale Version
- Vom Erkennen: Abriß der Noetik. Freiburg 1897 (Braig: Die Grundzüge der Philosophie. 3). - 255 S. - Digitale Version
- Das Wesen des Christentums an einem Beispiel erläutert oder Adolf Harnack und die Messiasidee. Freiburg 1903. - 40 S.
- Modernstes Christentum und moderne Religionspsychologie: Zwei akademische Arbeiten. Freiburg 1906. - 2. Auflage 1907. - 150 S.
- Das Dogma des jüngsten Christentums. Rede, gehalten bei der Feier der Übergabe des Prorektorats am 15. Mai 1907
- Abriß der Christologie. Als Manuskript gedruckt. Freiburg 1907. - 207 S.
- Der Modernismus und die Freiheit der Wissenschaft. Freiburg 1911. - 58 S.
- Die Gotteslehre. Als Manuskript gedruckt. Freiburg 1912. - 151 S